# 姚蜜
姚蜜（英文 Fairy，1991年11月11日—)，台灣台北市人，台灣的女演員、模特兒。 2013年12月初獲得《FamilyMart ASIA COLLECTION BIG STAGE》模特兒組冠軍，於2013年12月19日加入伊林娛樂  。 於2020年12月19日離開伊林娛樂。

## 戲劇作品

### 戲劇
| 首播   | 頻道     | 劇名               | 飾演                | 備註         |
| 2014   | TVBS     | 16個夏天           | 寶寶                | 客串         |
| 2014   | 三立     | 女人三十情定水舞間 | 相親對象            | 客串         |
| 2015   | 網路劇   | 撿屍               | 女鬼                | 女1          |
| 2016   | 樂視     | 睡在我上舖的兄弟   | 沈月(Jennifer Baby) | 女2          |
| 2018   | 中天     | 阿青，回家了       | 輔導老師            |              |
| 2018   | 騰訊視頻 | 喜歡你時風好甜     | 簡白                |              |
| 2018   | TVBS     | 女兵日記           | 周美軒              | 宋志強前女友 |
| 2021   | Vidol    | 約·定              | 白筱倩              |              |
| 停拍中 |          | 破網時刻           |                     |              |

### 電影
| 年份   | 類型 | 片名                       | 飾演        | 導演   |
| 2017   | 上映 | 花澤記                     | 余莉兒      | 王毓雅 |
| 2017   | 電視 | 公視人生劇展- 野模         | 名模Bernice | 尤鴻翼 |
| 2018   | 上映 | 最佳前男友之月老下凡來愛你 | 琳娜        | 李克   |
| 正在拍 |      | 手機見鬼                   |             |        |

## 相關作品

### 節目主持
- 中視《大陸尋奇》 外景主持人[2]

### 活動
- 20131207 Asia collection big stage時尚秀
- 20140321 Tokyo runway 東京時尚秀
- 20140523 澳廣視歡慶30週年節目 Eelin girls live show
- 20140528 伊林娛樂2014璀璨之星記者會 - 星夢成真歌舞秀
- 20140921 KANSAI COLLECTION SHOW

### 錄影 & 廣播
- 2013 Asia Collection Big Stage
- 《國光幫幫忙》體育班不是一般人在唸的?! - 20140312
- 《歡樂智多星》 - 20140325
- 《康熙來了》大家都說我好像大明星 - 20140430
- 《歡樂智多星》 - 20140603
- 《大學生了沒》我不是混血兒! 我是正港的原住民美女?! - 20140616
- 《康熙來了》超吸睛！夏日比基尼時尚穿搭 - 2014.06.17
- 《SS小燕之夜》女藝人vs女模特的美腿爭霸戰! - 20140626
- 《歡樂智多星》 - 20140813
- 《綜藝大熱門》美腿逆襲大熱門！男人們受的了嗎！？ - 20140917
- 《綜藝大集合》 - 20141102 台南 / 白河篇。
- 《名模星任務》 - 20170707 台中市篇。
- 《飢餓遊戲》 - 2017年9月10日 第47集 臺灣 / 臺中篇。
- 《麻辣天后傳》
- 《娛樂百分百》

### 音樂作品
- 2016年 姚蜜《都是你》

### 舞台劇
- 2016年 《瘋狂伸展台》全民大劇團
- 2018年 《瘋狂伸展台》全民大劇團

### 廣告
- 泰山仙草蜜茶TVC - 2014 蕭敬騰前進篇 《30完整版》
- 龍泉啤酒TVC - 2014 水果吧×楊丞琳(派對篇)
- Subway Taiwan 2016【冬季新品上市 - 美味限定 】
- 光泉雪泡奶昔
- 高邦服飾
- 谷粒谷力飲料

### 平面雜誌
- 蘋果日報-女裝單元
- NOVA情報誌
- 壹週刊

## 愛心公益
2014年劉以豪與姚蜜出席公益認養活動，號召民眾響應，給流浪狗一個家。

## 相關報導
- 陳芯斐摘后冠獻亡母（页面存档备份，存于）

- 《睡在我上舖的兄弟》熱播 集體俘獲女友粉團

- 姚蜜遊Kitty特展 手氣佳（页面存档备份，存于）

- 火辣破表！女星鄭雅勻、姚蜜引進超紅內衣、唇膏　派對登場（页面存档备份，存于）

- 網購直播沒更衣室 姚蜜賣衣靠這招…（页面存档备份，存于）

- 姚蜜遊Kitty特展 手氣佳（页面存档备份，存于）

## 外部連結
- 姚蜜的Facebook專頁
- 姚蜜Fairy的新浪微博
- yaomi_fairy的Instagram帳戶
- 姚蜜在互联网电影资料库（IMDb）上的資料（英文）（英文）